# Rete tranviaria di Žytomyr
La rete tranviaria di Žytomyr è la rete tranviaria che serve la città ucraina di Žytomyr.